# Irnfritz-Messern
Irnfritz-Messern est une commune autrichienne du district de Horn en Basse-Autriche.